# 烏克蘭的伊皮法紐斯
基輔及全烏克蘭都主教伊皮法紐斯（烏克蘭語：Епіфаній, Митрополит Київський і всієї України，羅馬化：Epifanii, Mytropolyt Kyivskyi i vsiiei Ukrainy，又譯埃皮法尼烏斯，原名：謝爾蓋·彼得羅維奇·杜缅科，羅馬化：Serhii Petrovych Dumenko；1979年2月3日—），烏克蘭正教會首席主教，擁有基輔及全烏克蘭都主教頭銜。
伊皮法紐斯曾於2013年至2018年在前基輔宗主教聖統烏克蘭正教會擔任佩雷亞斯拉夫-赫梅利尼茨基和白采爾克瓦都主教。他自2010年起被任命為該教區的主教。
他曾是基輔東正教神學院聖經與語文學系教授。他也是烏克蘭全國記者聯盟和國際記者聯盟的成員。

## 生平
杜門科於1979年2月3日出生在鄰近敖德薩的貝雷濟夫卡區沃夫科韋。他的童年和學校時光是在切爾尼夫齊州切爾尼夫齊區的舊扎多瓦村度過。1996年，他在斯塔拉扎多瓦完成高中一至三年級。
同年，他進入基輔神學院學習，並於1999年以一等成績畢業。隨後，他進入國立基輔莫希拉大學進修，於2003年順利完成博士論文答辯，獲得神學博士學位，研究題目為《多尼加時期教會法典集的形成及其特徵》。
2006至2007年期間，他在希臘雅典大學哲學系實習。
2012年8月30日，杜門科順利答辯題為《東正教會關於救贖的教義在聖父傳統連續性背景下的探討》的博士論文，並獲得神學博士學位。

## 事蹟
自2003年7月1日至2005年12月31日，杜門科擔任羅夫諾教區秘書參事，以及羅夫諾和奧斯特羅赫都主教的個人秘書。2003年8月26日至2005年12月31日，他在羅夫諾神學院任教，並擔任高級助理督學。
2003年至2005年間，他領導「羅夫諾東正教」網站，並擔任宗教報紙《精神田野》的編委。2005年12月，他被接納為烏克蘭全國記者聯盟的成員。
自2007學年開始，他在基輔東正教神學院任教，並被任命為語言學系主任。
2007年12月21日，在基輔和全羅斯-烏克蘭宗主教菲拉列特的祝福下，他在基輔聖米迦勒金頂修道院剃度，取修道名伊皮法紐斯，以紀念薩拉米斯的伊皮法紐斯。2008年1月20日，菲拉列特祝聖他為修士輔祭。隨後的1月25日，他被任命為基輔和全羅斯-烏克蘭宗主教的秘書。
2008年3月，他在聖弗拉基米爾主教座堂被祝聖為修道院院長，同月20日，他被任命為基輔韋多比奇修道院院長。5月30日，他被任命為基輔都主教區事務主任。2008年10月7日，他被授予基輔東正教神學院副教授稱號。
2009年10月21日，他在烏克蘭東正教基輔宗主教區的至聖主教會議上被選為基輔教區副主教、維什霍羅德主教。2009年11月15日，他被祝聖為主教。
2010年7月27日，至聖主教公會議決定任命他為基輔東正教神學院校長及佩雷亞斯拉夫-赫梅利尼茨基教區的主教。2011年11月17日，他被授予基輔東正教神學院教授稱號。
2012年1月23日，他晉升為總主教。2013年6月28日，烏克蘭東正教基輔宗主教區主教會議決定將他升為佩雷亞斯拉夫-赫梅利尼茨基和白采爾克瓦都主教，並任命他為宗主教代牧，擁有教區主教的權利。2017年12月13日，他被正式任命為佩雷亞斯拉夫-赫梅利尼茨基和白采爾克瓦都主教。
2019年4月，他支持《烏克蘭語言法》。
2020年8月21日，伊皮法紐斯在基輔的聖米迦勒廣場祝聖修復過的烏克蘭陣亡將士紀念牆。8月20日，他在基輔地區的胡蒂爾亞斯尼村祝聖以埃伊納的聖奈克塔留斯命名的教堂。8月29日，烏克蘭保衛者日，他向陣亡的烏克蘭士兵致敬。

## 烏克蘭正教會首席主教
2018年12月15日，在聖索菲亞主教座堂舉行的烏克蘭正教會統一委員會上，他被選為基輔及全烏克蘭都主教，成為東正教自主教會烏克蘭正教會首任首席主教。
烏克蘭正教會首席主教的正式稱號是「基輔及全烏克蘭都主教（名字）猊下」。

### 祭禱莫斯科牧首
2018年12月16日，在伊皮法紐斯會當選為烏克蘭正教會首席主教後的首次神聖禮儀中，他呼籲為烏克蘭的和平與團結祈禱。在同一禮儀中，伊皮法紐斯沒有在大進堂禮中提到莫斯科牧首基里爾，這是由於烏克蘭與俄羅斯正處於戰爭狀態，烏克蘭人民難以接受新當選的主教祭禱俄羅斯牧首的名字。
2019年1月7日，在烏克蘭東正教會於1月5日正式獲得自治地位後的神聖禮儀中，伊皮法紐斯在大進堂禮中提到牧首基里爾。他後來解釋說，這是根據普世牧首巴爾多祿茂一世的指示，而菲拉列特則要求他不要提及基里爾。

### 獲授自治詔令

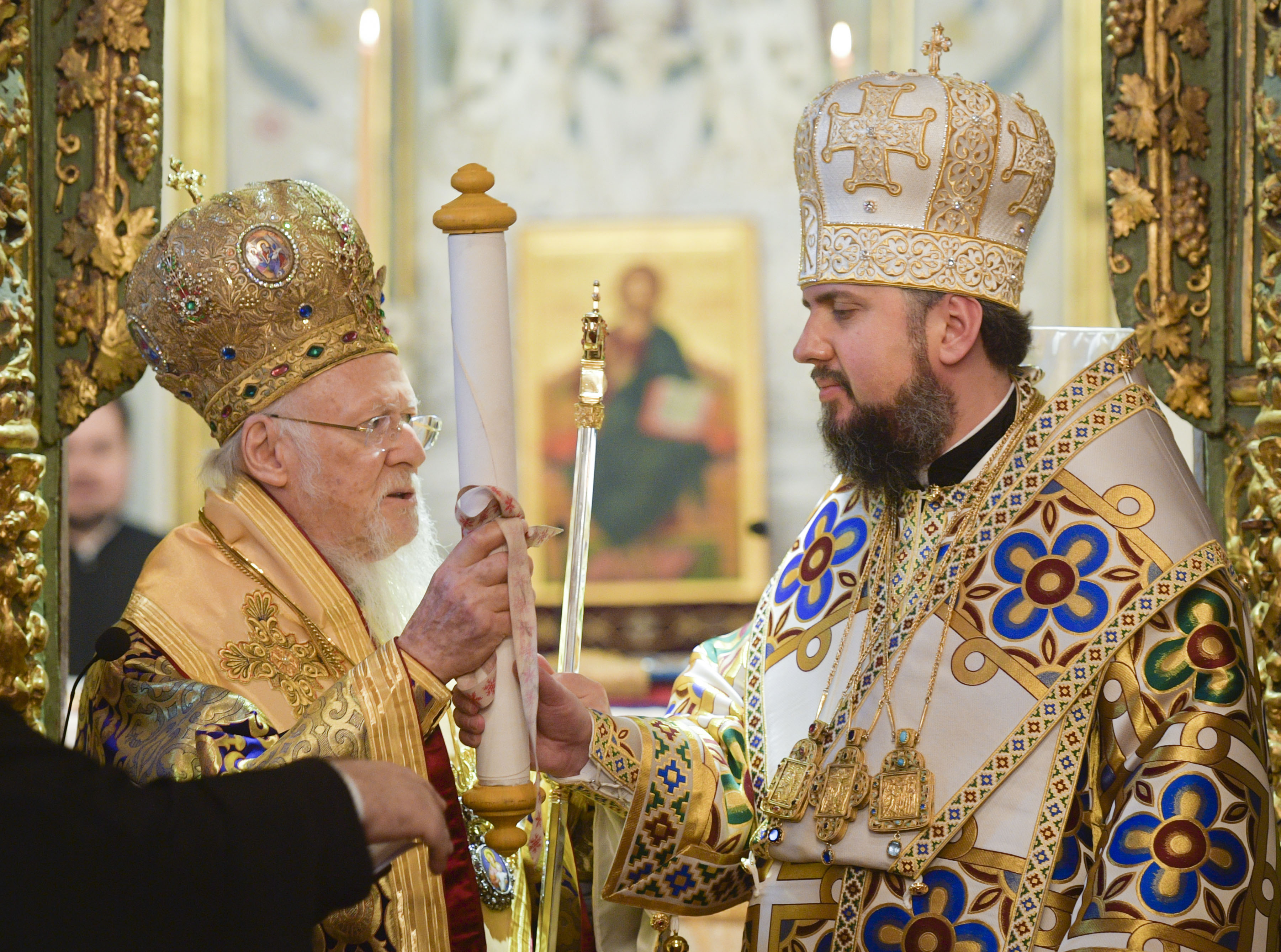
普世牧首巴爾多祿茂一世（左）將自治詔令交給伊皮法紐斯都主教（右）

2019年1月5日，君士坦丁堡普世牧首巴爾多祿茂一世和伊皮法紐斯在伊斯坦布爾的聖喬治主教座堂舉行禮拜儀式，隨後巴爾多祿茂一世在聖喬治主教座堂簽署烏克蘭正教會自治詔令。該詔令自簽署之時起生效，正式確立烏克蘭正教會的自治和合法地位。
詔令簽署後，伊皮法紐斯發表講話，稱讚推動烏克蘭正教會自治的烏克蘭總統彼得·波羅申科：「總統先生，你的名字將永遠與我們的統治者，弗拉基米爾大公、智者雅羅斯拉夫、康斯坦丁·奧斯特羅斯基和伊萬·馬澤帕的名字一起並列烏克蘭人民的歷史。」
1月6日，在伊皮法紐斯和巴爾多祿茂共同舉行的禮拜儀式後，巴爾多祿茂宣讀烏克蘭正教會自治詔令，並將其交給伊皮法紐斯。
2019年1月8日，該詔令被帶回伊斯坦布爾，以便普世宗主教區至聖會議成員簽署。2019年1月9日，所有普世宗主教區至聖會議成員簽署該詔令。該詔令於2019年1月10日上午被帶回烏克蘭。

### 就職
伊皮法紐斯的就職儀式計劃於2019年2月3日舉行，這也是正好是他40歲生日的日期。隨後，烏克蘭正教會第一次至聖主教公會議將舉行。阿索斯山的修道院拒絕派代表參加就職儀式，「不是因為修士們不承認其合法性或正統性，而是因為他們選擇遵循已成為官方慣例的做法，只接受普世牧首的就職邀請。」兩名阿索斯山的修道院院長計劃參加就職儀式，但他們將以作為普世牧首代表團成員名義參加。2月1日，兩名阿索斯山修道院院長之一的艾弗萊姆大修士抵達基輔後因心臟病住院。2月2日，伊皮法紐斯探望艾弗萊姆大修士。
按照計劃，伊皮法紐斯於2019年2月3日在基輔的聖索菲亞主教座堂就職。由於健康原因，菲拉列特未能出席，於是他向首席主教伊皮法紐斯發送書面祝賀，這些祝賀由他本人撰寫並在禮儀結束時宣讀。埃弗雷姆大修士於2019年2月1日住院，未能出席就職儀式，但埃弗雷姆修道院的一名修士輔祭出席就職儀式。庫特盧穆修修道院的一名修士也出席就職儀式。
烏克蘭正教會第一次至聖主教公會議於2019年2月5日舉行。

### 與菲拉列特的衝突
菲拉列特和伊皮法紐斯之間因治理模式、僑民管理，以及烏克蘭正教會的名稱和章程問題而發生衝突。
根據菲拉列特的說法，統一大會上達成的協議內容如下：「首席主教負責烏克蘭正教會的對外代表，而宗主教負責烏克蘭境內的教會內部事務，但需與首席主教合作。首席主教在教會中不可在未獲得宗主教同意的情況下採取行動。宗主教主持至聖主教會議及烏克蘭正教會會議，以維持其統一、發展和確立。」菲拉列特認為這項協議未能得到履行。

### 自由化和LGBT議題的立場
2019年，伊皮法紐斯接受訪問指LGBT社群不能領聖餐。他表示：「不僅是烏克蘭正教會，還有全烏克蘭教會理事會都在這個問題上有明確的立場。教會清楚區分罪惡所在。我們無法把罪稱為善。對個人，我們應以愛相待；但對於罪，我們必須公開指出和糾正。有些生活方式與基督教觀點不相容。因此，正教會和全烏克蘭教會理事會在這個問題上的立場是不可動搖的，因為我們的立場基於《聖經》的基礎，其中明確指出這是一種罪。我們作為教會，無法稱其為善。所以，人們應該為自己的罪悔改，改正自己的錯誤。如果一個人悔改並承認這一點，那麼他當然可以參與聖禮。」
2022年，伊皮法紐斯表示支持在教會內進行自由改革，以避免陷入保守主義，並使教會更具開放性。
在被問及教會是否會在LGBT議題上採取較為緩和的立場時，他指出「這是一個複雜的問題，不應在我們剛起步時就提出。由於烏克蘭社會對此議題的看法，他強調當前需要逐步推動，讓烏克蘭社會能夠接受這一點……這是一條漫長的道路，我們將為此努力。」

### 性別認同議題的立場
2020年6月，伊皮法紐斯表示，烏克蘭正教會支持男女平等、每個人免受家庭暴力的保護以及人類的生命權，但反對強制推行「性別意識形態」，特別是反對批准《伊斯坦布爾公約》。
伊皮法紐斯堅決反對在烏克蘭的教育和法律中推行「性別意識形態」，其進一步強調：「我們不能接受和批准純粹基於意識形態動機的性別概念解釋，即不是將性別視為自然的男性或女性，而是作為個人的信念。」他提到教會理事會積極支持反對家庭暴力的立法倡議，而這些倡議所實施的機制甚至比《伊斯坦布爾公約》更好。他批評《伊斯坦布爾公約》僅僅是借用家庭暴力議題，來推動一種「基於違反自然性別觀念的規則」。
伊皮法紐斯在與烏克蘭及國際代表會晤期間，其重申，雖然烏克蘭宗教團體全面支持打擊家庭暴力和男女平等的措施，但他們反對那些帶有意識形態色彩的「性別」和「性別認同」定義。宗教領袖們認為，「這樣的觀點如果得到認可，未來可能導致嚴重且完全不可接受的後果」。

### 俄烏戰爭
2022年2月俄羅斯入侵烏克蘭導致俄烏戰爭局勢加劇後，美國烏克蘭正教會的大主教丹尼爾報告稱，伊皮法紐斯計劃在戰爭期間留在烏克蘭。伊皮法紐斯認為俄烏戰爭將在「俄軍撤出頓巴斯之後結束。屆時，烏克蘭將真正實現和平，我們能夠在自己的土地上獨立處理那些可能存在的問題。」
作為烏克蘭正教會的首領，伊皮法紐斯呼籲他的俄羅斯對手莫斯科牧首基里爾協助移送陣亡俄羅斯士兵的遺體，並質疑基里爾對俄羅斯總統弗拉基米爾·普京的忠誠。此外，其嚴厲譴責基里爾在禮拜儀式中將聖母瑪利亞八月聖像交予參與入侵烏克蘭的俄羅斯聯邦國家近衛軍總司令維克托·佐洛托夫的行為。其指出：「莫斯科牧首基里爾·貢贊耶夫在禮拜儀式上將聖像交給俄羅斯聯邦國家近衛軍總司令，並為兇手和謀殺者祝福，這是一種精神上的犯罪。俄羅斯正教會持支持對烏克蘭侵略的立場，應該受到全世界宗教領袖的譴責！」
伊皮法紐斯多次譴責俄羅斯的行為，向國際社會求助，並建議舉行第二次紐倫堡審判，以追究針對烏克蘭犯下的罪行。他與其他地方主教一起提供教堂為轟炸的避難所，並呼籲牧首基里爾安排接收陣亡俄羅斯士兵的遺體。伊皮法紐斯還聲稱自己是俄羅斯軍隊的目標。

### 曆法改革
在俄羅斯軍隊全面入侵烏克蘭後，伊皮法紐斯宣佈烏克蘭正教會進行曆法改革，將聖誕節的慶祝日期從1月7日改為12月25日。伊皮法紐斯強調，曆法改革將「在沒有強迫的情況下，逐步且有意識地進行」。烏克蘭正教會指出，曆法問題是由於俄羅斯的侵略而產生的，現在的儒略曆被認為與俄羅斯文化有關。
5月24日，烏克蘭正教會主教公會議批准從2023年9月1日起轉換到儒略改革曆。同時，烏克蘭希臘禮天主教會也轉換到儒略改革曆。
烏克蘭正教會在7月27日的地方會議上正式批准轉換到新儒略曆，以紀念基輔羅斯受洗週年。因此，烏克蘭正教會的信徒將在12月25日慶祝聖誕節，10月1日慶祝聖母帡幪節，1月6日慶祝主顯節，12月6日慶祝聖尼古拉節。同時，願意遵循舊傳統的教區和修道院將有這樣的選擇。
根據伊皮法紐斯的說法，超過90%的絕大多數烏克蘭正教會的社區和信徒都接受這一歷史性的教會曆法改革。

### 禮儀改革
2024年1月8日，伊皮法紐斯在接受記者採訪時表示，烏克蘭正教會正在摒棄於禮拜期間親吻神職人員之手的「奴性」傳統。他還認為，信徒不是奴隸，神父也不是主人，像是向「主人鞠躬」的禮儀也是不必要。

## 榮譽

### 國家與世俗
伊皮法紐斯因其對精神發展、國家建設及其他領域的貢獻，獲得多項榮譽和獎勵：
- 三等功績勳章（2008年7月22日）—— 表彰其在烏克蘭精神發展方面的傑出貢獻，並紀念基輔羅斯受洗1020週年[84]。
- 二等功績勳章（2015年12月1日）—— 因在國家建設、社會經濟、科技、文化教育發展等方面的卓越貢獻，以及多年的辛勤工作而授予[85]。
- 烏克蘭內閣榮譽證書（2010年）
- 烏克蘭最高拉達榮譽證書（2017年），以及來自烏克蘭國防部、內政部、陸軍司令部和哈伊洛‧德拉馬諾夫國立大學的各種榮譽[86]。
- 不滅荊棘勳章（2019年）——由烏克蘭國家應急服務局頒發[87]。
- 協助軍隊榮譽徽章（2022年）[88]
- 伊萬·奧延科獎（2024年）[89]

### 教會
- 三等聖弗拉基米爾大公勳章（2009年）
- 聖米迦勒大天使勳章（2010年）
- 黑山正教會聖十字勳章（2011年）
- 救世主基督勳章（2015年）
- 牧首雅典納哥拉人權獎（2019年）——美國普世牧首聖安德烈騎士團頒發[90]。
- 聖馬可大十字勳章（2023年）——亞歷山大牧首頒發[91]。
- 一等帶星聖羔羊勳章（2023年）——芬蘭正教會頒發[92]。

## 著作
- 《在救贖的道路上：講道、詞語、書信、演講、報告、訪談 / 都主教伊皮法紐斯（杜門科）—基輔，2012年— 692頁。》